# كينغ باش
كينغ باش هو منافس ألعاب القوى ويوتيوبي وممثل كندي، ولد في 26 يونيو 1988 بتورونتو في كندا.

## أعمال

### أفلام
- (2015) نحن أصدقاؤك
- (2016) خمسون ظل لبلاك
- (2017) جليسة الأطفال

## وصلات خارجية
- كينغ باش على موقع IMDb (الإنجليزية)
- كينغ باش على موقع روتن توميتوز (الإنجليزية)
- كينغ باش على موقع قاعدة بيانات الفيلم (الإنجليزية)
- كينغ باش على موقع كينوبويسك (الروسية)